# Мішуково (Тотемський район)
Мішуко́во (рос. Мишуково) — присілок у складі Тотемського району Вологодської області, Росія. Входить до складу Калінінського сільського поселення.

## Населення
Населення — 17 осіб (2010; 20 у 2002).
Національний склад (станом на 2002 рік):
- росіяни — 95 %